# Championnats du monde de duathlon 2002
Navigation
Édition précédente Édition suivante
Les Championnats du monde de duathlon 2002 présentent les résultats des championnats mondiaux de duathlon en 2002 organisés par la fédération internationale de triathlon.
Ces 13e championnats se sont déroulés à Alpharetta aux États-Unis le 20 octobre 2002.

## Résultats

### Élite
Distances parcourues
| Distances course (kilomètres) | Distances course (kilomètres) | Distances course (kilomètres) |
| Course à pied                 | Cyclisme                      | Course à pied                 |
| ----------------------------- | ----------------------------- | ----------------------------- |
| 10                            | 40                            | 5                             |

| Rang               | Athlète       | Pays        | Temps           |
| ------------------ | ------------- | ----------- | --------------- |
| Médaille d'or      | Tim Don       | Royaume-Uni | 1 h 45 min 28 s |
| Médaille d'argent  | Greg Bennett  | Australie   | 1 h 45 min 29 s |
| Médaille de bronze | Luca Barzaghi | Italie      | 1 h 45 min 34 s |

| Rang               | Athlète      | Pays    | Temps           |
| ------------------ | ------------ | ------- | --------------- |
| Médaille d'or      | Corinne Raux | France  | 1 h 57 min 36 s |
| Médaille d'argent  | Erika Csomor | Hongrie | 1 h 57 min 50 s |
| Médaille de bronze | Edwige Pitel | France  | 1 h 58 min 02 s |

### Moins de 23 ans
Distances parcourues
| Distances course (kilomètres) | Distances course (kilomètres) | Distances course (kilomètres) |
| Course à pied                 | Cyclisme                      | Course à pied                 |
| ----------------------------- | ----------------------------- | ----------------------------- |
| 10                            | 40                            | 5                             |

| Rang               | Athlète       | Pays        | Temps           |
| ------------------ | ------------- | ----------- | --------------- |
| Médaille d'or      | Rory Macklie  | Zimbabwe    | 1 h 51 min 44 s |
| Médaille d'argent  | Tyler Johnson | États-Unis  | 1 h 51 min 54 s |
| Médaille de bronze | Stuart Hayes  | Royaume-Uni | 1 h 51 min 58 s |

| Rang               | Athlète         | Pays           | Temps           |
| ------------------ | --------------- | -------------- | --------------- |
| Médaille d'or      | Karen Sindall   | Royaume-Uni    | 2 h 09 min 58 s |
| Médaille d'argent  | Andrea Horak    | Afrique du Sud |                 |
| Médaille de bronze | Lisa Müller-Ott | Allemagne      |                 |

### Junior
Distances parcourues
| Distances course (kilomètres) | Distances course (kilomètres) | Distances course (kilomètres) |
| Course à pied                 | Cyclisme                      | Course à pied                 |
| ----------------------------- | ----------------------------- | ----------------------------- |
| 5                             | 20                            | 2,5                           |

| Rang               | Athlète         | Pays             | Temps |
| ------------------ | --------------- | ---------------- | ----- |
| Médaille d'or      | Terenzo Bozzone | Nouvelle-Zélande |       |
| Médaille d'argent  | Sergio Silva    | Portugal         |       |
| Médaille de bronze | Petr Kasl       | Tchéquie         |       |

| Rang               | Athlète             | Pays       | Temps |
| ------------------ | ------------------- | ---------- | ----- |
| Médaille d'or      | Miek Vyncke         | Belgique   |       |
| Médaille d'argent  | Grace Ann Nathanson | États-Unis |       |
| Médaille de bronze |                     |            |       |

## Tableau des médailles
| Rang  | Nation           | Or | Argent | Bronze | Total |
| ----- | ---------------- | -- | ------ | ------ | ----- |
| 1     | Royaume-Uni      | 2  | 0      | 1      | 3     |
| 2     | France           | 1  | 0      | 1      | 2     |
| 3     | Belgique         | 1  | 0      | 0      | 1     |
| -     | Nouvelle-Zélande | 1  | 0      | 0      | 1     |
| -     | Zimbabwe         | 1  | 0      | 0      | 1     |
| 6     | États-Unis       | 0  | 2      | 0      | 2     |
| 7     | Afrique du Sud   | 0  | 1      | 0      | 1     |
| -     | Australie        | 0  | 1      | 0      | 1     |
| -     | Hongrie          | 0  | 1      | 0      | 1     |
| -     | Portugal         | 0  | 1      | 0      | 1     |
| 11    | Allemagne        | 0  | 0      | 1      | 1     |
| -     | Italie           | 0  | 0      | 1      | 1     |
| -     | Tchéquie         | 0  | 0      | 1      | 1     |
| Total | Total            | 6  | 6      | 5      | 17    |